# Ігнатишин Руслан Петрович
Русла́н Петро́вич Ігнати́шин (нар. 1 квітня 1986 — 28 липня 2015) — солдат Збройних сил України, учасник російсько-української війни.

## З життєпису
Народився 1986 року в селі Скотарське Закарпатської області. Працював лісорубом на Мукачівській дистанції колії-14, Львівська залізниця.
Мобілізований 1 серпня 2014 року, солдат, стрілець-помічник гранатометника, 93-тя окрема механізована бригада.
28 липня 2015 року загинув у Ясинуватському районі Донецької області поблизу смт Желанне під час виконання бойового завдання.
6 серпня 2015-го похований з військовими почестями, почесною вартою та сальвами у селі Скотарське Воловецького району, в останню путь провести Руслана вийшло все село.
Лишилися мама та брат.

## Вшанування

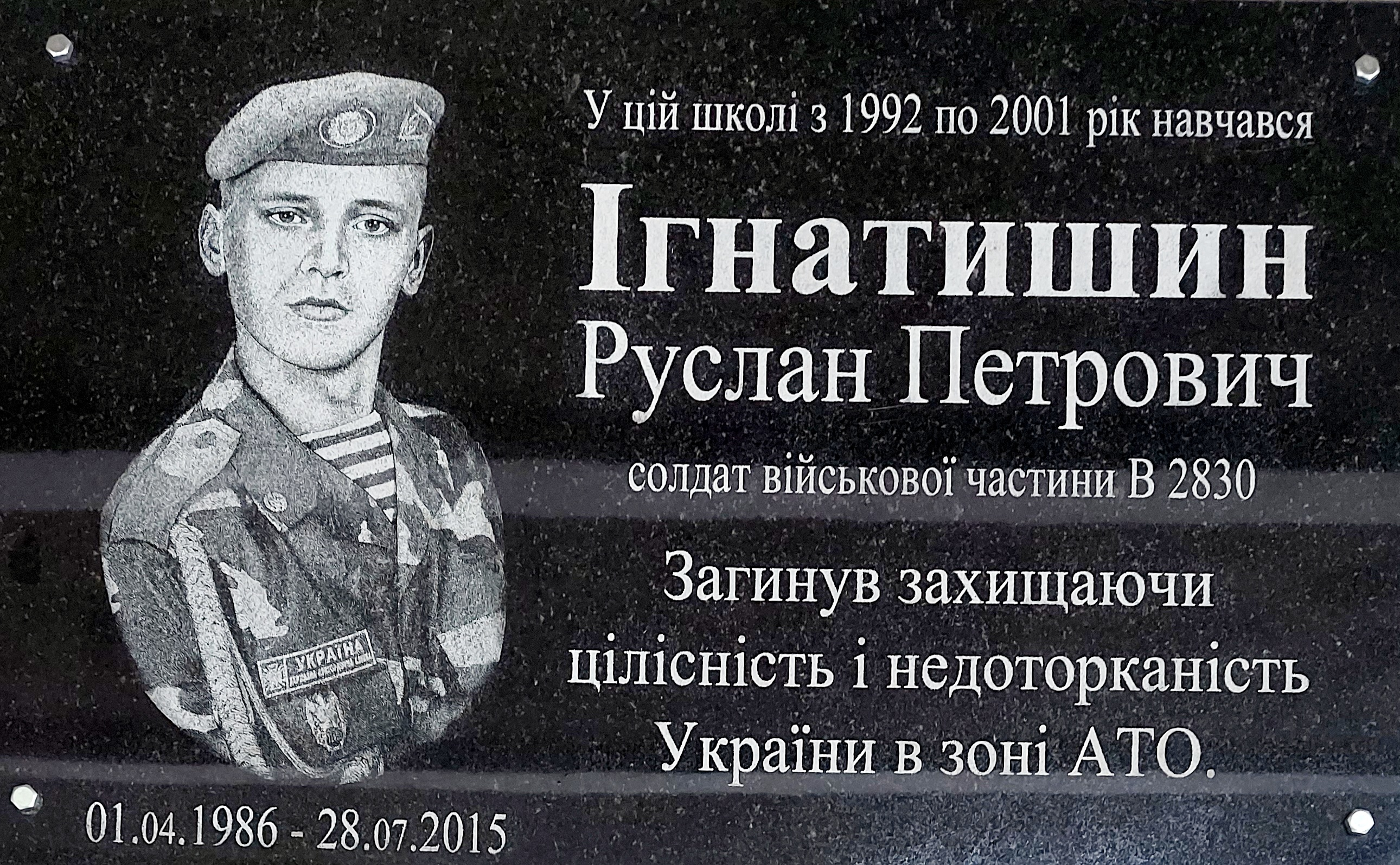
Барел'єф на стіні центрального входу школи у селі Скотарське

- 1 квітня 2016 року біля приміщення Мукачівської дистанції колії відкрито меморіальну дошку Руслану Ігнатишину
- 1 вересня 2016-го у селі Скотарське відкрито меморіальну дошку та присвоєно Скотарській загальноосвітній школі І-ІІ ступенів ім'я Руслана Ігнатишина.